# Юстайн Гордер
Юстайн Гордер (на норвежки: Jostein Gaarder) е норвежки писател на произведения в жанра съвременен роман, детска литература и документалистика.

## Биография и творчество
Юстайн Гордер е роден на 8 август 1952 г. в Осло, Норвегия. Баща му е директор на училище, а майка му – учителка и авторка на детски книги. Завършва катедралното училище на Осло. Следва в Университета на Осло, където изучава скандинавска литература, теология и философия. След дипломирането си участва в написването на учебници по философия и богословие.
През 1974 г. се жени за театроложката Сири Даневиг, с която имат двама сина. Преместват се в Берген през 1981 г. където няколко години работи като учител по философия в гимназията.
През 1986 г. е публикуван сборника му с разкази „Диагнозата и други разкази“. Следват книгите му за деца „Barna fra Sukhavati“ (Децата от Сукхавати) и „Froskeslottet“ (Замъкът на жабата).
Успехът му идва с романа му „Мистерията на пасианса“ от 1990 г. Той е удостоен с наградата на Норвежката литературна критика и литературната награда на Министерството на културата и науката на Норвегия.
Най-голям успех постига с романа „Светът на Софи“ от 1991 г. Той представлява на практика учебник за историята на философията направен под формата на роман. Книгата става международен бестселър за 1995 г. и е публикувана на над 40 езика по света. През 1997 г. Гордер и Сири Даневиг учредяват фондация и наградата „Софи“ в размер на 100 000 долара, която е присъждана до 2013 г. за постижения в екологичното развитие. През 1999 и 2000 г. книгата е екранизирана в едноименните филм и сериал.
Успехът на „Светът на Софи“ му позволява да се посвети на писателската си кариера и да публикува средно по една книга на две години, сред които „Vita Brevis“, „Продавачът на истории“ и „Портокаловото момиче“.
През 2004 г. получава наградата „Вили Бранд“. През 2005 г. е удостоен с почетното звание „доктор хонорос кауза“ от „Тринити Колидж“, Дъблин.
Юстайн Гордер живее със семейството си в Осло.

## Произведения

### Самостоятелни романи
- Barna fra Sukhavati (1987)
- Froskeslottet (1988)
- Kabalmysteriet (1990)
Мистерията на пасианса, изд.: ИК „Дамян Яков“, София (2013), прев. Мария Николова
- Sofies verden (1991)
Светът на Софи: Роман за историята на философията, изд.: ИК „Хемус“, София (1997, 2000), изд.: ИК „Дамян Яков“, София (2005), прев. Яна Кожухарова, Антония Бучуковска
- Julemysteriet (1992)
- Bibbi Bokkens magiske bibliotek (1993) – с Клаус Хагеруп
- I et speil, i en gåte (1993)
- Hallo? Er det noen her? (1996)
- Vita Brevis: A Letter to St Augustine (1998)
Vita Brevis, сп. „Панорама“ (2002) бр.5, изд.: ИК „Дамян Яков“, София (2011), прев. Антония Господинова
- Maya (1999)
- Sirkusdirektørens datter (2001)
Продавачът на истории, изд.: ИК „Дамян Яков“, София (2015), прев. Росица Цветанова
- Appelsinpiken (2004)
Портокаловото момиче, изд.: ИК „Дамян Яков“, София (2010), прев. Анюта Качева
- Sjakk Matt (2006)
- De gule dvergene (2006)
- Slottet i Pyreneene (2008)
- Det spørs (2012)
- Anna. En fabel om klodens klima og miljø (2013)
- Anton og Jonatan (2014)
- Dukkeføreren (2016)

### Сборници
- Diagnosen og andre noveller (1986)

### Документалистика
- Verdens Religioner (1982)
- Kristendommen (1983)
- „Allahu Akbar“ Gud er størst. En bok om Islam (1983) – с Ингер Гордер
- Livssyn og etikk (1984)
- Religionsboka (1989)
- Etikk og livssyn i samfunnslære (1990)
- Religion og etikk (2000)

### Екранизации
- 1995 The Late Show – ТВ сериал, 1 епизод
- 1997 Sophie's World – видеоигра, по романа
- 1999 Sofies verden
- 2000 Sofies verden – ТВ минисериал, 8 епизода
- 2008 I et speil i en gåte
- 2009 Appelsinpiken
- 2011 Exercici